# 試製四式十二糎自走砲

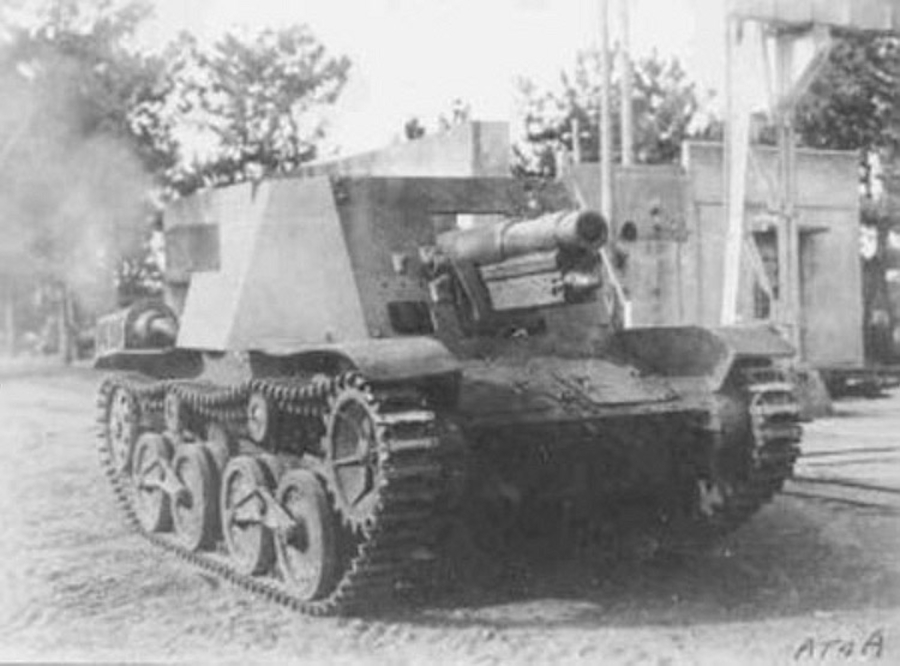
試製四式十二糎自走砲 ホト

試製四式十二糎自走砲 ホト（しせいよんしきじゅうにせんちじそうほう ホト、試製4式12cm自走砲 ホト）は、第二次世界大戦末期に日本陸軍が開発した自走砲である。
昭和19年開発に着手、完成は昭和20年5月とされた。外形は四式十五糎自走砲と同様である。九五式軽戦車の砲塔と車台上部前半を取り除き、三八式十二糎榴弾砲を改造して搭載した。砲の基本的な構造に変更はなく、小架以上がそのまま搭載されている。さらに砲の周りを装甲板で囲い、上部と後方が開かれたオープントップ式の固定戦闘室をつくった。車内には砲弾弾頭を収納する箱、薬筒箱が新設された。試作車1輌が完成。
機能試験の結果は発砲の衝撃に耐え、操作も良好であり、実用性に問題はなかった。対戦車戦闘にタ弾を用い、旧式の砲を戦力化することを目指していた。